# Shinshoku

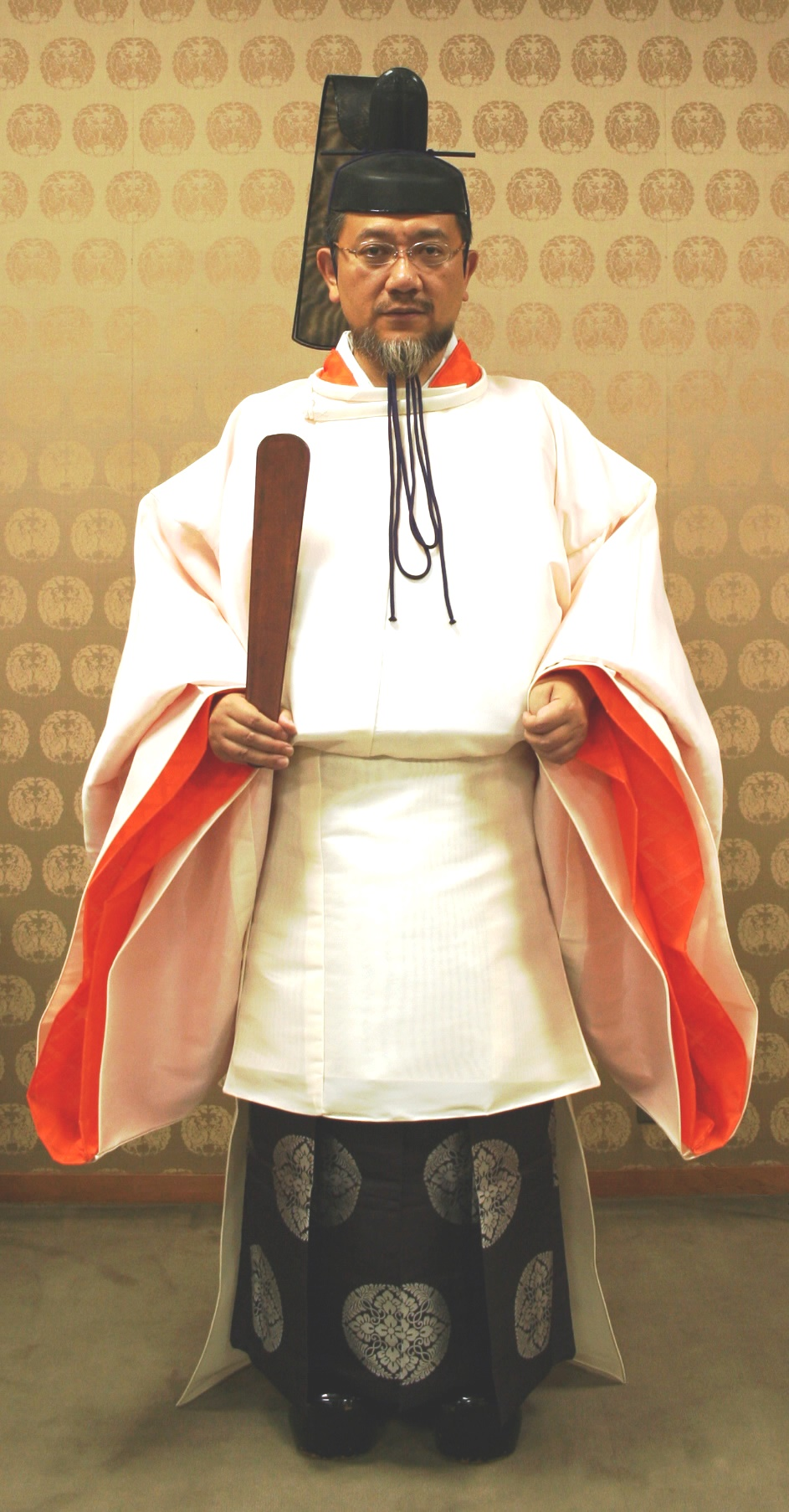
Ein Shinshoku in traditioneller Tracht mit dem Rang eines Kan’nushi, er trägt hier einen Kanmuri-Hut

Ein Shinshoku (japanisch 神職 /⁠ʃinʃokɯ̥⁠/; „Gottesdiener“) oder Kan’nushi (神主; „Göttlicher Meister“) ist ein shintōistischer Priester in Japan. Die Bezeichnung deckt alle Ränge ab, die Shintō-Priester innehaben können. Frauen als Shintō-Priesterinnen werden Gūji (宮司; „Oberste Priesterin“) genannt, was auch ein Rangtitel unter männlichen Priestern ist.

## Aufgaben
Je nachdem, welchen Rang ein Shinshoku innehat, übernimmt er unterschiedliche Ämter und führt verschiedene Rituale und Zeremonien aus. Unter Shintō-Priestern lautet die Rangfolge (absteigend): Kan’nushi (神主; „Göttlicher Meister“) → Gūji (宮司; „Senior-Priester“ oder „Oberpriester“) → Negi (禰宜; „Junior-Priester“ oder „Assistierender Priester“) → Shishō (祠掌; „Schrein-Diener“). Ihre wichtigste Aufgabe besteht im Vollziehen von religiösen Zeremonien und im symbolischen Vermitteln zwischen Göttern und Ahnengeistern und den Menschen. Zu den wichtigsten Ritualen und Zeremonien eines jeden Shinshoku gehören unter anderem (im Folgenden eine kleine Auswahl):
- Harai (祓; „Reinigung“, „Exorzismus“): Eine häufige und wichtige Zeremonie, bei der der Shinshoku einen heiligen Wedel schwingt und schüttelt oder bestimmte Gegenstände, Gebäude und/oder Menschen berührt, um sie symbolisch zu reinigen und von bösen Geistern zu befreien.
- Jichinsai (地鎮祭; „Wegbereitung“): Eine Segnungs- und Reinigungszeremonie, die den Boden weiht, auf dem ein Haus, Tempel oder Schrein errichtet werden soll. Sie soll böse Geister abschrecken und Glück beim Bauen und Einzug bescheren.
- Shichi-go-san (七五三; „Sieben-Fünf-Drei-Feier“): Eine besondere Zeremonie, bei der Jungen im Alter von drei und fünf sowie Mädchen im Alter von sieben Jahren gesegnet werden (bezüglich des Stellwertes im Leben vergleichbar mit der Erstkommunion).
- Sakumyōbo (策命文; „Würdigung“): Spezielle Gebete und Verse werden rezitiert, die bei einer Beerdigung den Verstorbenen segnen und seine Seele erlösen sollen.
- Norito (祝詞; „Feierliche Worte“): Gebete und Litaneien, die meist bei Einweihungen, Eröffnungen zu Festlichkeiten oder auch bei Trauungen gesprochen werden.[3]

## Ausbildung und Karriere
Den korrekten Ablauf von Ritualen und Zeremonien sowie Auswahl und Vortrag der richtigen Gebete und Segens- und Bannsprüche müssen Shinshoku während einer langjährigen Ausbildung erlernen. Diese Ausbildung dauert zwischen sieben und neun Jahren und findet an speziellen Priesterschulen statt. Die Prüfungen und Abschlüsse werden von der Priestervereinigung Jinja Honchō (神社本庁; „Hauptsitz der Shintō-Schreine“) in Tokio geleitet und überwacht. Dabei können folgende Abschlussklassen und Ränge erworben werden (in aufsteigender Abfolge): Gonseikai (権正階) → Seikai (正階) → Meikai (明階) → Jōkai (浄階). Nur mit der Abschlussklasse Jōkai kann ein Priester ein Kan’nushi werden. Shinshoku können aber auch in ihren Rängen fallen. Shinshoku dürfen heiraten und eine Familie gründen (im Gegensatz zu katholischen Priestern beispielsweise), ihr Einkommen beziehen sie aus den Spenden von Gläubigen. Seit 1945 untersagt die japanische Regierung die finanzielle Unterstützung religiöser Institutionen aus Staatskassen.
Auch Frauen können und dürfen Priesterinnen werden, für sie gelten dieselben Bedingungen. Trotz dieser Möglichkeit sind shintoistische Priesterinnen eher selten. Meistens haben sie diese Rolle einschließlich der Ämter von ihrem Ehemann oder Bruder geerbt, seltener von ihrem Vater.

## Tracht
Die Tracht, die für Shinshoku üblich ist, wird streng nach Rang und Amt reglementiert. Die „klassische“ Tracht eines Shinshoku besteht im Groben aus einer prachtvoll bestickten Kariginu (狩衣; wörtl. „Jagdrobe“) mit Eri (襟) über einem nicht minder prächtigen Furisode mit weit herabhängenden Ärmeln. Die Beinbekleidung besteht aus einem Hakama-Hosenrock (袴). Farbe und Stickmuster der Tracht sind von Rang und zeremoniellem Anlass abhängig. Als Kopfbedeckung tragen sie einen sogenannten Tate-eboshi (立烏帽子), einen kleinen, dosenförmigen Hut. Kan’nuchi schmücken sich mit einem Kanmuri (冠; „Krone“) oder mit einem sogenannten Torikabuto (鳥兜; „Vogelhelm“), einem eigentümlichen, hohen Spitzhut. Als Schuhwerk dienen ihm schwarz lackierte Schuhe, die Asagutsu (浅沓) genannt werden. Seltener werden Geta (下駄) getragen.
Zu den klassischen Utensilien und Reliquien, die ein Shinshoku mit sich führt und benutzt, gehören unter anderem:
- der Haraigushi (御幣; „Reinigungswedel“), ein Holzstab mit zwölf und mehr zickzack-förmig gefalteten Papierstreifen am oberen Ende,
- der Shaku (笏; „Szepter“), ein verziertes Holzszepter, dessen Form und Gestalt an ein schmales Brett oder Lineal erinnert. Es ist 36 cm lang, 6 cm breit und 2 cm dick,
- der Ōgi (扇; „Belüfter“), ein großer, meist prachtvoll bestickter Faltfächer,
- ein Rosenkranz aus speziellen Gebetsperlen, die Magatama (勾玉) genannt werden.

Diese Utensilien kommen bei Zeremonien und Ritualen aller Art zum Einsatz.
|                  |                 |            |                     |
| Haraigushi-Wedel | Asagutsu-Schuhe | Ōgi-Fächer | Magatama-Rosenkranz |

## Geschichte
Der Beruf des Shinshoku geht auf den Schamanismus der Yayoi-Zeit im 3. Jahrhundert n. Chr. zurück, der mit dem Buddhismus und dem Konfuzianismus zunächst ko-existierte. Beide Religionen waren im 6. Jahrhundert während der Kofun-Zeit aus China eingeführt worden. Der Begriff Kan’nushi erscheint erstmals in den berühmten Werken Kojiki (古事記, „Aufzeichnung alter Geschehnisse“) aus dem Jahr 712 (Nara-Zeit) und Nihonshoki (日本書; „Chronik Japans in einzelnen Schriften“) aus dem Jahr 720 (ebenfalls Nara-Zeit). Zu dieser Zeit wurde Frauen eher die Fähigkeit zugesprochen, schamanisch tätig zu sein und in Japan spielten Frauen im Shinto-Glauben eine herausragende Rolle. Im ausgehenden 9. Jahrhundert trug der berühmte Mönch und Begründer des japanischen Shingon-shū, Kūkai (空海), dafür Sorge, dass Shintoismus und Buddhismus miteinander verschmolzen. In dieser Zeit waren die meisten Shintō-Priester selbst gläubige Buddhisten. Dies führte allerdings nach und nach dazu, dass die Aufgaben archaischer Shintō-Priester im öffentlichen Leben auf Orakeltum und verwaltungstechnische Aufgaben reduziert wurden. Gleichzeitig dominierte im japanischen Priestertum die Lehre des Yoshida-Shintō. Im späten 18. Jahrhundert entstand schließlich eine Denkrichtung, die bemüht war, den Shintō von allen „fremden“, das heißt indischen und chinesischen Ideen zu reinigen und zu seinem „Ursprung“ zurückzuführen. Im Laufe der Zeit erwuchs daraus eine zunächst stille, aber bald erbitterte Fehde, die um 1868 endete. Shintō wurde zur eigenständigen Staatsreligion erhoben und Shinshoku erfuhren eine neue Blüte.

## Shinshoku in der modernen Subkultur
Shinshoku und Kan’nushi werden in modernen Medien eher selten präsentiert und wenn, dann überwiegend in eher bescheidenen Neben- oder Hintergrundrollen. Nur wenige Mangaka und Anime-Serien gehen näher auf Shinshoku ein. Viel bekannter, weil deutlich häufiger und detaillierter vertreten, sind ihre buddhistischen Gegenstücke wie zum Beispiel Yamabushi und Zen-Priester. Weibliche Shintō-Priester kommen so gut wie nie vor.